# Tramway français standard

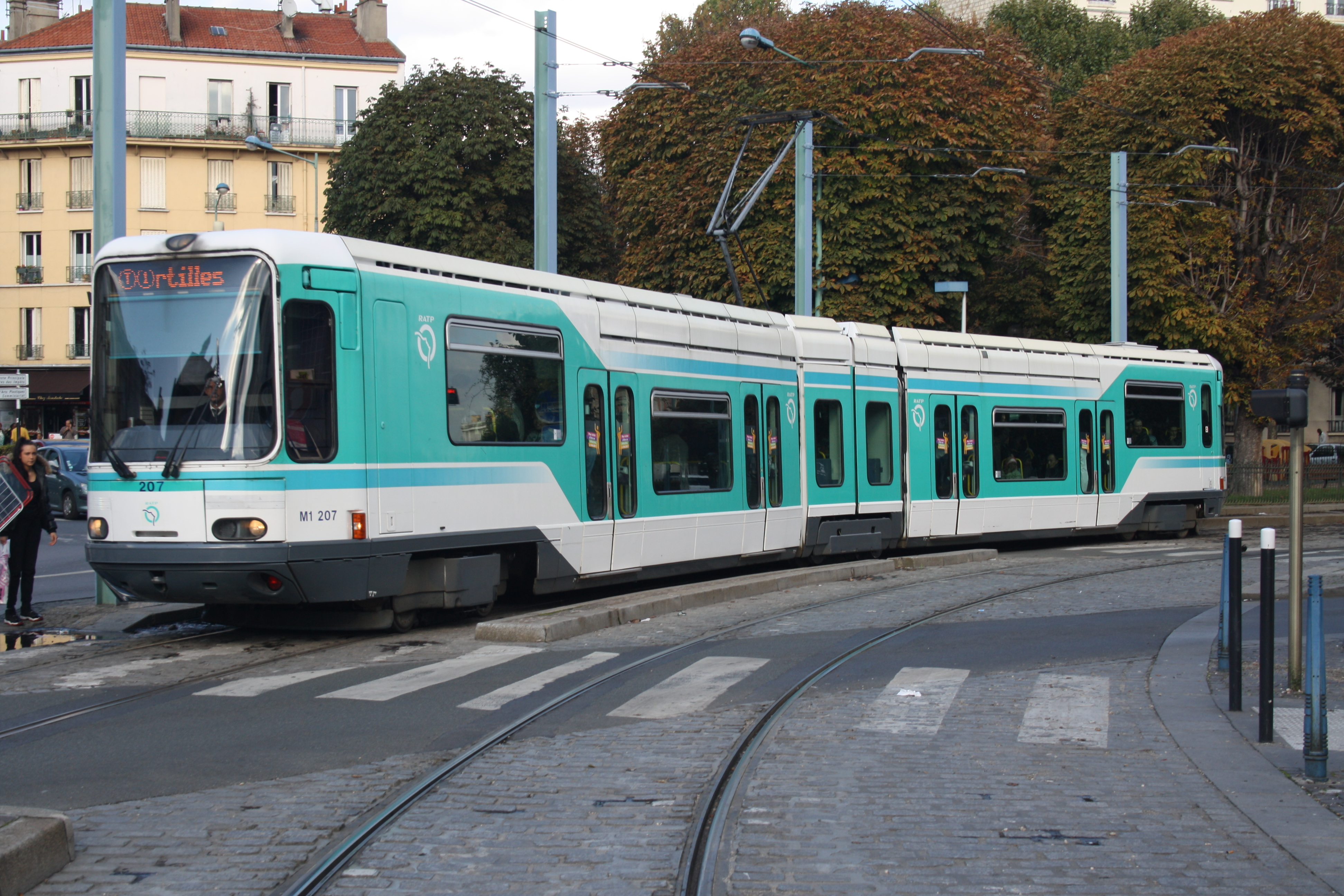
Tramway français standard (TFS) auf der Linie T1 der Straßenbahn Île-de-France im Pariser Vorort Saint-Denis

Beim Tramway français standard (Kurzbezeichnung TFS) handelt es sich um eine Straßenbahnbaureihe, die in Zusammenhang mit der ab ca. 1980 beginnenden Renaissance der Straßenbahnen in Frankreich vom französischen Unternehmen GEC Alsthom entwickelt und gebaut wurde. Während die erste Generation für die Straßenbahn Nantes noch hochflurig war, wurde zwischen 1987 und 1997 die teilweise niederflurige TFS 2 gebaut. Von diesem Typ wurden rund 150 Garnituren geliefert.

## Vorgeschichte
In der Mitte der 1970er Jahre zeigte sich auch in Frankreich, dass die bisherige den PKW-Verkehr auch in den Städten bevorzugende Verkehrspolitik scheiterte, und dass es dringend notwendig war, den ÖPNV weiterzuentwickeln. Man erkannte, dass für mittelgroße Städte eine Straßenbahn mit eigenem Fahrweg mehr Personen transportieren kann und auch schneller ist als Busse und andererseits erheblich kostengünstiger zu bauen und zu betreiben ist als eine U-Bahn.
Ab 1975 forderte die französische Regierung mit dem sog. Concours Cavaillé acht französische Städte auf, Vorschläge zu erarbeiten, die den Einsatz von Straßenbahnen vorsehen.

## 1. Generation: Hochflur-TFS (Bauart Nantes)

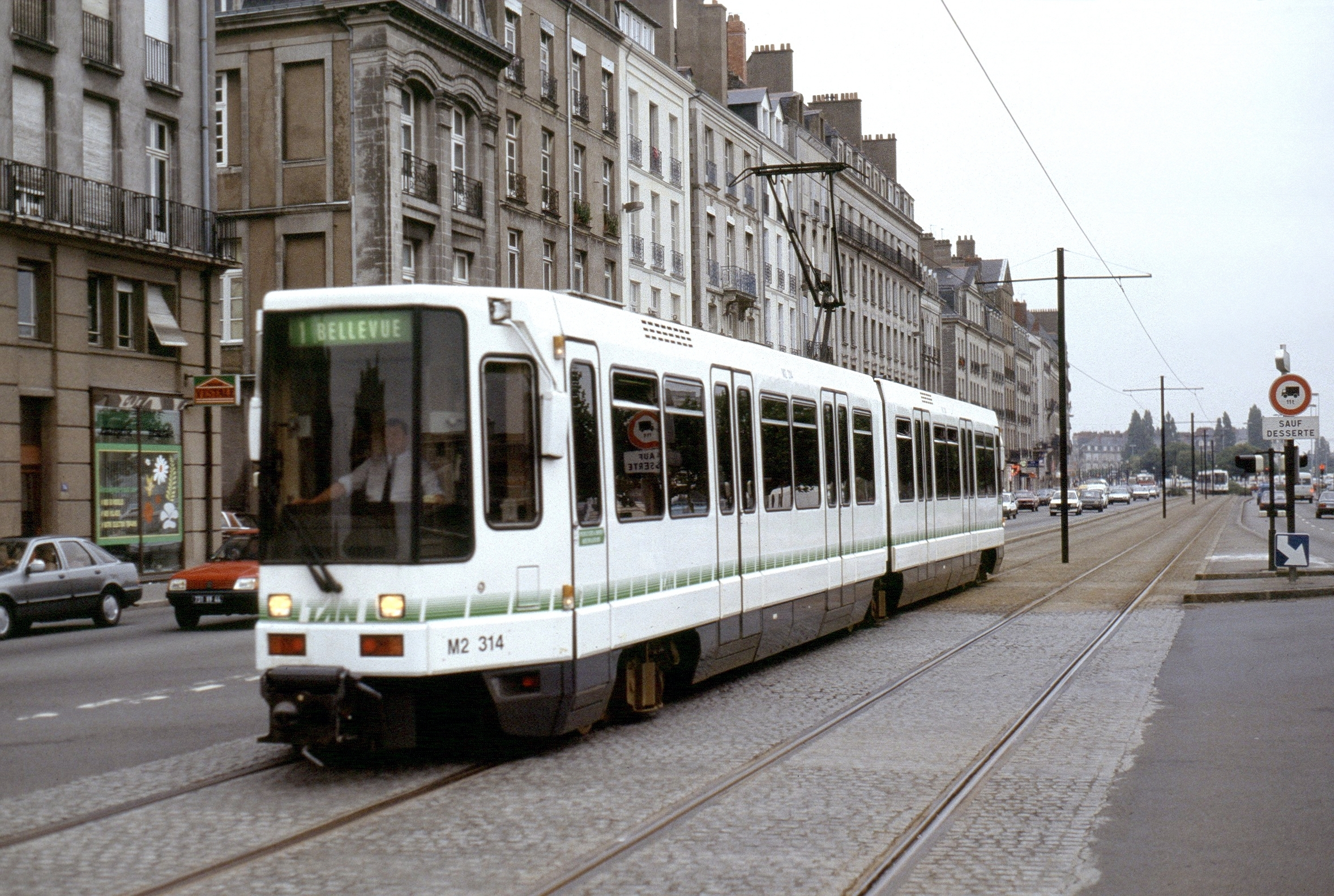
Zweiteiliges Fahrzeug der Straßenbahn Nantes in Ursprungsausführung, 1988

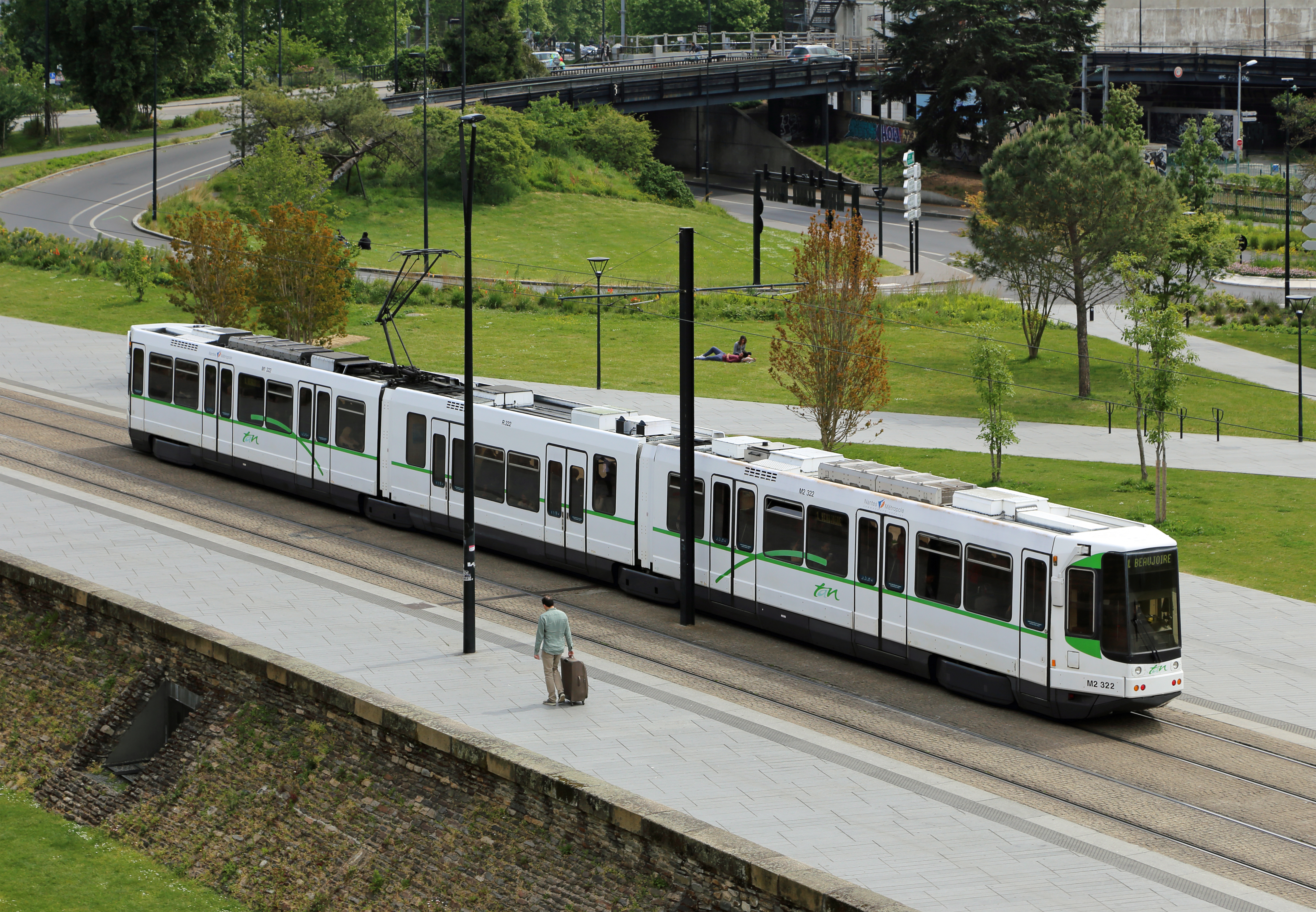
TFS Nantes mit nachträglich eingefügtem Niederflur-Mittelteil

Zunächst reagierte keine der im Concours Cavaillé angesprochenen Städte. Als sich aber 1978 Nantes zum Bau eines Straßenbahnnetzes entschloss, wurden dann auch Straßenbahnzüge entwickelt, die in Frankreich zum Standard werden sollten.
Am 6. November 1981 unterzeichnete der damalige Verkehrsminister Charles Fiterman ein Abkommen zur Investitionshilfe des Staates am Bau des ersten „Tramway français standard“, von dem der Verkehrsbetrieb Nantes 20 Fahrzeuge bestellte. Dieser Straßenbahnwagen wurde in den Jahren 1979–1980 von einem Konsortium unter Leitung des Unternehmens GEC Alsthom entworfen. Am Bau beteiligt waren die Firmen MTE-Francorail und TCO-Oerlikon.
Es handelte sich um einen hochflurigen zweiteiligen Zweirichtungs-Gelenkwagen mit zwei Triebdrehgestellen und einem Jakobsdrehgestell als Laufdrehgestell unter dem Gelenk. Er war 28,3 m lang, 2,3 m breit und wies 60 Sitz- und 178 Stehplätze auf. Der Antrieb erfolgte durch je einen längseingebauten Gleichstromfahrmotor mit Gelenkwellenübertragung auf beide Radsätze.
Mit zunehmenden Fahrgastzahlen wurde es notwendig, zwei Triebwagen gekuppelt einzusetzen, was den Einbau der passenden Kupplungselemente und einer Vielfachsteuerung erforderte. Man wählte eine automatische Kupplung. Anlässlich der Inbetriebnahme der Linie 2 der Straßenbahn Nantes und angesichts des Erfolgs der Straßenbahn Grenoble wurde zwischen die beiden Wagenkästen ein dritter Niederflurkasten eingefügt.
Die Straßenbahn Nantes verfügt über 46 Fahrzeuge dieses Typs.

## 2. Generation: teilweise niederflurig (Bauart Grenoble)

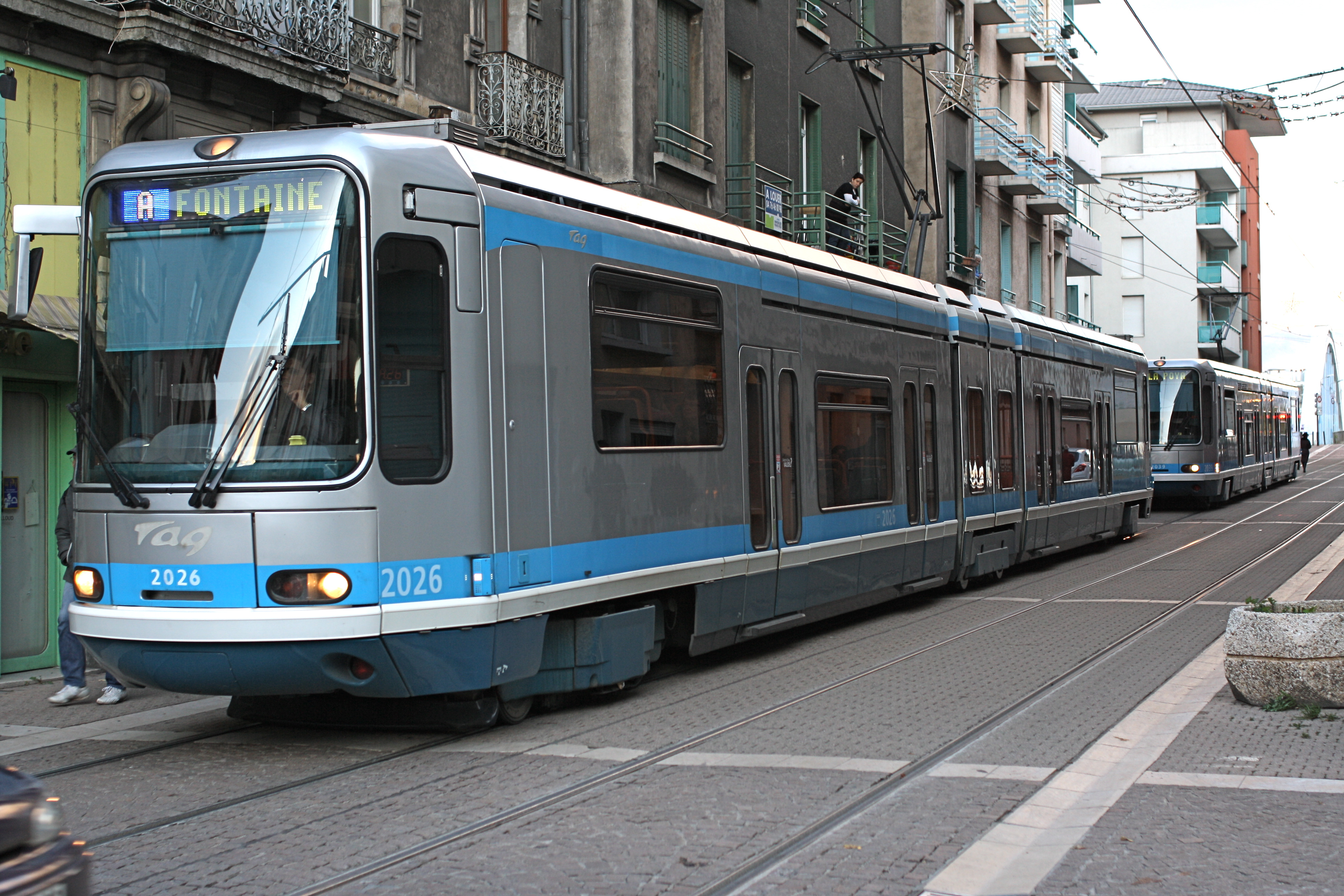
Zwei TFS der Straßenbahn Grenoble in Fontaine

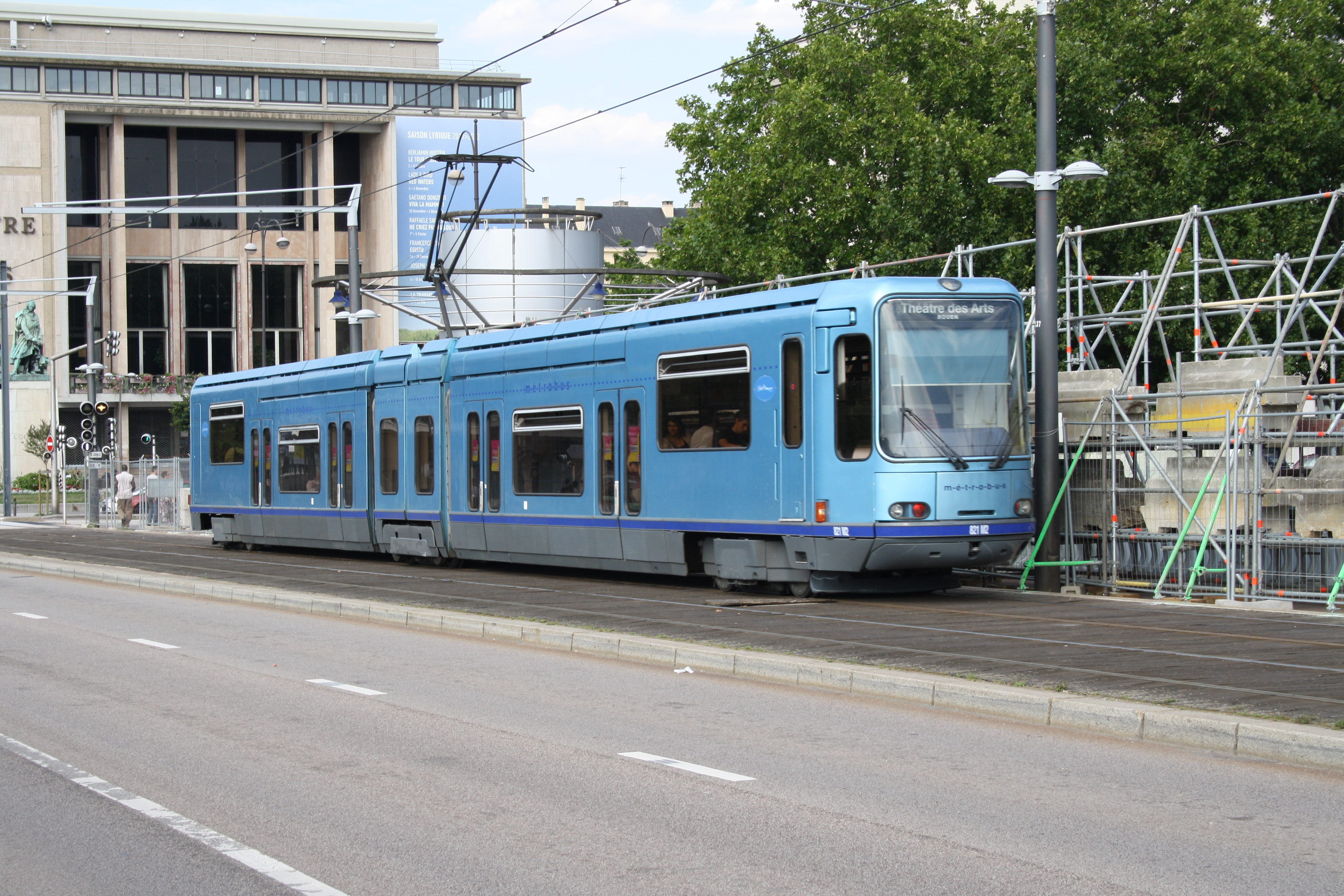
TFS in Rouen, 2011

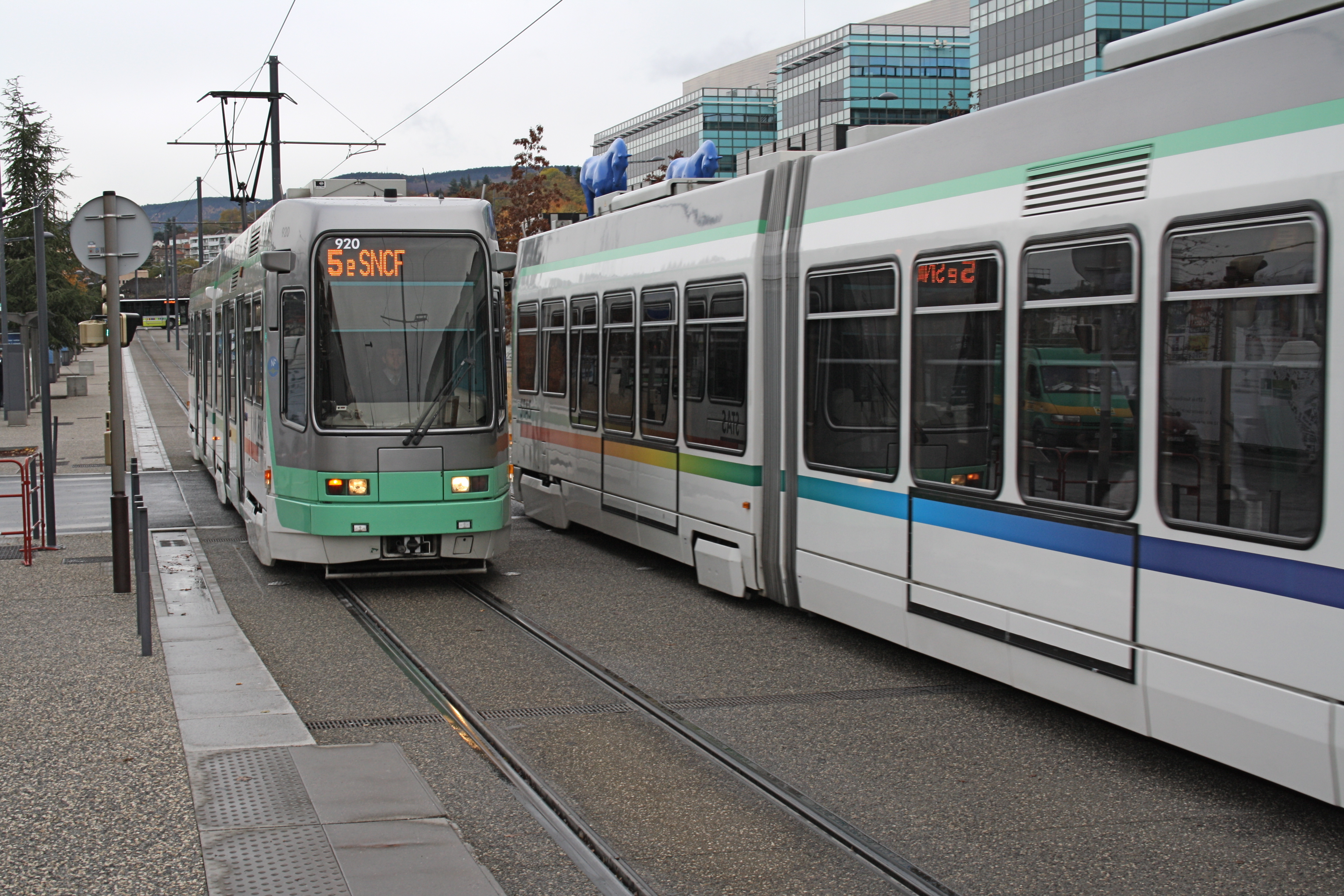
Einrichtungsfahrzeuge in Saint-Étienne

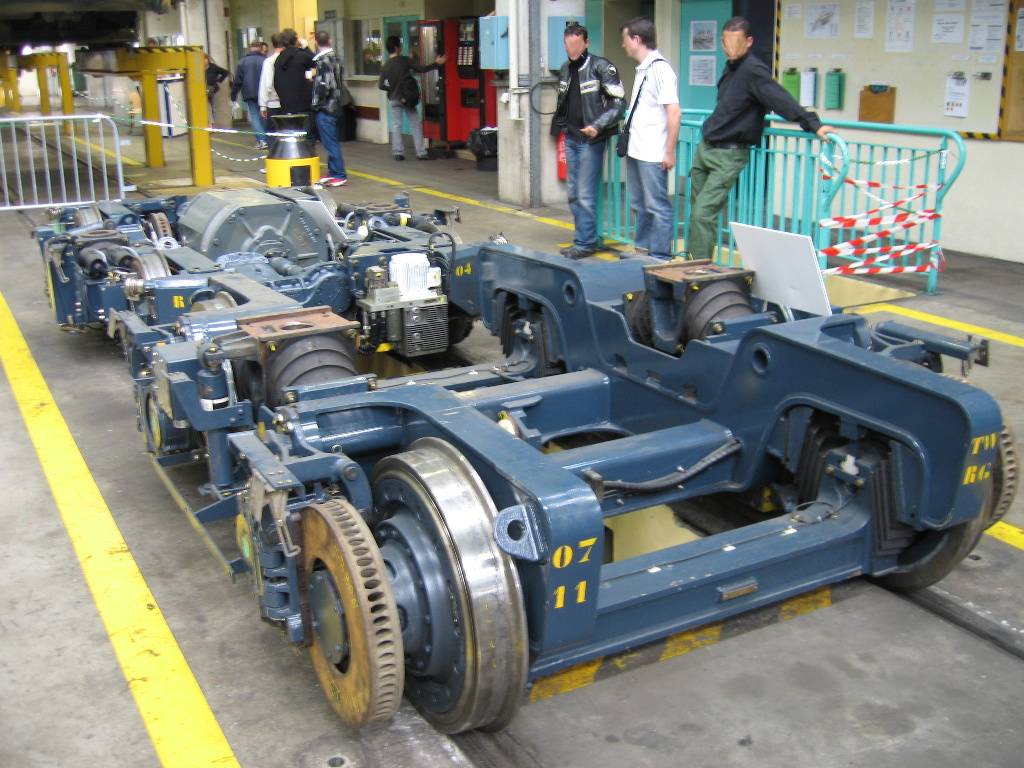
Laufwerk, im Vordergrund das Mittelwagenlaufgestell, dahinter ein Triebdrehgestell

Der gewünschte Niederfluranteil erforderte eine grundlegende Konstruktionsänderung. Die Wagen wurden dreiteilig, an Stelle des Gelenks über dem Jakobsdrehgestell wurde ein zusätzlicher Mittelwagenkasten mit einem zweiachsigen Laufgestell und Losradsätzen eingefügt. Die weiterhin vier Einstiegstüren pro Seite liegen im Niederflurbereich der beiden Endwagenkästen.
Die von GEC Alsthom gebauten, 29,4 m langen Fahrzeuge sind bei einer Fußbodenhöhe in der Mitte von 35 cm auf einer Länge von 19,3 m niederflurig. Zu den Sitzplätzen über den Antriebsdrehgestellen an den Fahrzeugenden müssen drei Stufen überwunden werden, dort beträgt die Bodenhöhe 86 cm.

### Grenoble
Insgesamt kommen in Grenoble vier Varianten des TFS in Einsatz – die letzte Serie mit IGBT-Steuerung der Stromversorgung.

### Großraum Paris und Rouen
Zum Zeitpunkt der Bestellung der Fahrzeuge für die Linie 1 der Pariser Straßenbahn (Saint-Denis–Bobigny) und für die Straßenbahn Rouen war der TFS das einzige Straßenbahnfahrzeug, das von französischen Herstellern angeboten wurde. Auch die 1997 eröffnete Pariser Linie 2 (Issy-Val de Seine–La Défense) erhielt zunächst TFS, die wegen ihrer zu geringen Kapazität aber bald an die Linie 1 abgegeben wurden.

## Sonderfall Saint-Étienne
Die Straßenbahn Saint-Étienne stand in den 1980er Jahren vor der Notwendigkeit, die überalterten Fahrzeuge des Typs PCC zu ersetzen. Da in Saint-Étienne die Meterspur behalten werden sollte, entwickelte GEC Alsthom in Zusammenarbeit mit den Unternehmen Vevey (Wagenkasten), Duewag (Gelenk, Drehgestelle) und Faiveley (Falttüren) eine meterspurige Variante des TFS. Zwar ist sie wie die Regelspurwagen der Serienbauart zwischen den Triebdrehgestellen niederflurig, im Unterschied zu den normalspurigen TFS-Wagen aber nur zweiteilig. Zudem handelt es sich in Saint-Étienne um Einrichtungsfahrzeuge. Die Wagenkastenbreite beträgt, bei einer Länge von 23,24 Meter, nur 2100 Millimeter. Das Laufdrehgestell ist ein nach vorn verschobenes Kleinraddrehgestell. Der hintere Wagenkasten liegt auf dem Ende des vorderen auf.
Eine erste Teillieferung erfolgte 1991, das erste Fahrzeug traf am 30. Juli 1991 ein. Die TFS fuhren zunächst im Mischbetrieb mit einigen PCCs. Nach der zweiten Teillieferung (1998) wurden die restlichen PCC abgestellt.

## Statistik
| Ort            | Inbetriebnahme        | Anzahl der Garnituren | Bemerkung                                                               |
| -------------- | --------------------- | --------------------- | ----------------------------------------------------------------------- |
| Nantes         | 1984–1985 + 1988–1994 | 46                    | 2 Lieferungen                                                           |
| Grenoble       | 1987–1997             | 53                    | 4 Lieferungen                                                           |
| Saint-Étienne  | 1991 + 1998           | 35                    | 2 Lieferungen                                                           |
| Paris Linie T1 | 1992 + 1996/1997      | 17 + 2                | 1. Lieferung Gleichstrommotoren 2. Lieferung Drehstrom-Asynchronmotoren |
| Paris Linie T2 | 1996/1997             | 16                    | Drehstrom-Asynchronmotoren; 2003/2004 zur T1                            |
| Rouen          | 1994                  | 28                    | 2013 nach Gaziantep verkauft                                            |

## Technische Daten
|                       | Bauart Nantes | Bauart Nantes (Umbau) | Bauart Grenoble | Bauart Saint-Étienne |
| --------------------- | ------------- | --------------------- | --------------- | -------------------- |
| Länge                 | 28,30 m       | 39,15 m               | 29,40 m         | 23,24 m              |
| Breite                | 2,30 m        | 2,30 m                | 2,30 m          | 2,10 m               |
| Höhe                  | 3,25 m        | 3,25 m                | 3,36 m          |                      |
| Spurweite             | 1435 mm       | 1435 mm               | 1435 mm         | 1000 mm              |
| Leergewicht           |               | 51,96 t               | 44,6 t          | 27,4 t               |
| Leistung              |               |                       | 550 kW          |                      |
| Höchstgeschwindigkeit |               |                       | 70 km/h         | 70 km/h              |
| Sitzplätze            | 60            | 68                    | 52              | 39                   |
| Stehplätze            | 178           | 285                   | 126             | 163                  |

## Verbleib der Fahrzeuge
Von Nachteil war bei den TFS-Garnituren der Bauart Nantes, dass es zunächst keinen Niederflurbereich gab, was ein zügiges Ein- und Aussteigen erschwerte.
Da in der Zwischenzeit ausländische Konstrukteure Straßenbahnwagen mit einem großen Niederfluranteil anboten, so z. B. Siemens ab 1996 den Combino, entwickelte Alstom den Citadis, der vor allem in Frankreich zu einem großen Erfolg wurde. Die letzten Bestellungen für den TFS kamen aus Grenoble bzw. waren für die Linie 2 der Pariser Straßenbahn bestimmt.
Die TFS wurden in folgenden Betrieben durch Neufahrzeuge ersetzt:
- In Rouen wurden zwischen Ende 2011 und Anfang 2013 alle Wagen durch Citadis 402 abgelöst. Die TFS 2 wurden daraufhin in die Türkei an die Straßenbahn Gaziantep verkauft.
- In Paris wurden die TFS2 auf der Linie T2 von Citadis 302 ersetzt, die Wagen sind seitdem auf der Linie T1 in Einsatz.